# Kameničky
Kameničky település Csehországban, a Chrudimi járásban. Kameničky Jeníkov, Dědová, Krouna, Vortová és Chlumětín településekkel határos. Lakosainak száma 784 fő (2024. január 1.).

## Népesség
A település lakosságának változását az alábbi diagram mutatja:
| Lakosok száma | 1176 | 1157 | 1012 | 838  | 788  | 768  | 790  | 780  | 792  | 784  |
|               | 1869 | 1890 | 1921 | 1950 | 1980 | 2001 | 2017 | 2019 | 2022 | 2024 |